# 排埠镇
排埠镇，是中华人民共和国江西省宜春市铜鼓县下辖的一个乡镇级行政单位。

## 行政区划
排埠镇下辖以下地区：
排埠集镇社区、梅洞村、华联村、排埠村、永庆村、高陂村、永丰村、曾溪村、青溪村、黄溪村、南溪村和三溪村。